# Uddyotakara
Uddyotakara (VIe-VIIe s), auteur de Nyāya Varttika (Règles d'interprétation pour la logique), ouvrage défendant le réalisme du Nyaya contre l'idéalisme de certains bouddhistes. 